# Jorge Perugorría
Jorge Perugorría Rodríguez (La Habana, 13 de agosto de 1965), también conocido como Pichi, es un actor de teatro y cine, director documentalista, pintor y escultor cubano.

## Biografía
Nació el 13 de agosto de 1965 en Wajay, en el sur de la ciudad de La Habana. Vive en Santa Fe (La Habana), un pueblo de pescadores en las afueras de la capital cubana, con su esposa Elsa María Lafuente de la Paz (que fue compañera de estudios y de reparto en algunas obras, y con quien se casó en 1985) y sus cuatro hijos (Anthuan, 1989; Andros, 1990; Adán, 1996; y Amén, 2000).
En 2003 le fue otorgada la nacionalidad española por carta de naturaleza.
Miembro de la Academia de las Artes y Ciencias Cinematográficas de España y miembro de la Academia de las Artes y Ciencias Cinematográficas de Hollywood, Estados Unidos.
Hijo de padres separados, vivió en su niñez con su madre, Mirta, su hermana Georgia y su abuela Felicia. Cursó la primaria en la Escuela Pedro Beliz Hernández, en Wajay. A los 11 años comenzó a asistir a clases de pintura en la Casa de Cultura local (1976-1977); la secundaria la hizo en la Escuela S. B. Héroes del Corintia, en El Chico (municipio Boyeros) y ahí pasó al preuniversitario Leonte Guerra para finalmente ingresar en el Instituto Politécnico de la Construcción José Martí, de Boyeros.
Fue allí donde descubrió el teatro y comenzó a actuar en 1984 en el grupo Albatros que dirigía Eduardo Novoa; también participa en series televisivas, como Retablo personal y la de aventuras Shiralad. Hizo un mediometraje de Tomás Piard, Boceto, al que Perugorría considera su «primera experiencia con el cine». En esta película sobre la amistad de tres jóvenes en la década de 1930, Perugorría mostró su desnudo frontal, experiencia que repetirá en Derecho de asilo, dirigida por Octavio Cortázar y basada en el relato homónimo de Alejo Carpentier.
Como actor de teatro hizo Shakespeare con la compañía Olga Alonso y alcanzó el estrellato en La colección de animales salvajes de cristal con el grupo Teatro Rita Montaner.
En 1990, Perugorría fue parte del éxito de público y crítica "Trilogía de Teatro Norteamericano", bajo la dirección de Carlos Díaz en el Teatro Nacional de Cuba. Con el montaje de Las criadas de Jean Genet, fundó en 1992, junto a Monica Guffanti y Carlos Acosta-Milian, Teatro El Público, congregados alrededor de la figura del director de escena Carlos Díaz. Teatro El Público, sigue siendo hoy un referente obligado de las Artes Escénicas en Cuba.
Perugorría actuó en varias series de televisión y películas cortas, pero su primer éxito cinematográfico sería Fresa y chocolate (1993), de Tomás Gutiérrez Alea y Juan Carlos Tabío, donde interpretó el papel de Diego, un joven homosexual que encuentra a un estudiante llamado David. Allí interpretó el difícil papel de Clara y, como en el teatro «estaba manejando toda la gestualidad femenina, andrógina, el manerismo», eso le ayudó a pasar la prueba para el papel de gay que tenía que desempeñar en el filme.
La película, que trata de manera sutil la tolerancia y política sexual, ganó numerosos premios, e hizo que Perugorría fuese reconocido como uno de los actores más famosos de Cuba. Desde entonces ha actuado en más de sesenta de filmes, entre los que destacan el Che de Steven Soderbergh, Amor vertical de Arturo Sotto y Lista de espera de Juan Carlos Tabío, Cuatro Estaciones en la Habana, además de los citados Fresa y chocolate y Derecho de asilo.
Como director, Perugorría ha hecho varios filmes como, Afinidades, Amor Crónico, Se Vende y Fátima o el parque de la Fraternidad.
En el 2013 protagonizó las tres temporadas de la serie Lynch, producida por Fox Telecolombia, rodada en Colombia y Argentina.
Aficionado a la pintura,
realizó su primera exposición en 2001 bajo el título de Si me pides el pesca'o te lo doy...; ha hecho muestras en Cuba, España, Estados Unidos e Italia. Perugorría afirma que empezó con la pintura, antes de ser actor, y que simplemente después la retomó.
En 2006 comenzó a incursionar en la escultura. En noviembre de 2015, crea e inaugura GTG, (Galería Taller Gorría), Proyecto Cultural y Galería de Arte. Calle San Isidro 214, e/ Picota y Compostela, Habana Vieja, Cuba.
En 2008, después del paso del huracán Ike por la localidad oriental cubana de Gibara —donde se realiza anualmente el Festival del Cine Pobre, creado por el cineasta cubano Humberto Solás— convocó a los artistas plásticos a enviar obras para realizar una subasta y donar las ganancias para reconstruir la ciudad.
En septiembre de 2015 lo nombran Presidente del Festival Internacional de Cine Pobre de Gibara, fundado por uno de los maestros del cine cubano, Humberto Solás. Este Festival se celebra cada año en la Ciudad de Gibara, provincia de Holguín, Cuba. En el 2017 lo renombró “Festival Internacional de Cine de Gibara”.
En marzo de 2024 le fue otorgado el Premio Nacional de Cine, como parte de las celebraciones por el aniversario 65 del Instituto Cubano de Arte e Industria Cinematográficos (ICAIC)
Sobre el arte y la política, dice:

Nosotros, los artistas, estamos para hacer preguntas, y los políticos, para dar respuestas. O sea, es muy fácil para un artista ponerse de acuerdo con el poder, eso da estabilidad, da confort, da seguridad, pero no es ese el terreno que yo creo que es el terreno del arte.
Jorge Perugorría

## Premios
| Año  | Festival                                            | Categoría                      | Película_                | Resultado |
| ---- | --------------------------------------------------- | ------------------------------ | ------------------------ | --------- |
| 1993 | Festival de Cine de La Habana                       | Mejor actor                    | Fresa y chocolate        | Ganador   |
| 1994 | Festival de Cine Gramado                            | Mejor actuación masculina      | Fresa y chocolate        | Ganador   |
| 1994 | Festival de Cine de Asunción                        | Mejor trabajo actoral          | Fresa y chocolate        | Ganador   |
| 1995 | Asociación de Cronistas de Espectáculos de New York | Mejor actuación                | Fresa y chocolate        | Ganador   |
| 1996 | Festival de Cine de Viña del Mar                    | Mejor actor                    | Amor Vertical            | Ganador   |
| 2001 | Festival de cine de Cartagena de Indias             | Actuación masculina            | Lista de Espera          | Ganador   |
| 2013 | Chicago Latino Film Festival                        | Gloria                         | Trayectoria Artística    | Ganador   |
| 2014 | Festival de Cine de Bogotá                          | Icono Precolombino             | La Obra de toda la vida  | Ganador   |
| 2015 | Premios Platino                                     | Mejor interpretación masculina | La pared de las palabras | Nominado  |

## Filmografía
| Año  | Película                                             | Director                                 |
| ---- | ---------------------------------------------------- | ---------------------------------------- |
| 1991 | Boceto                                               | Tomás Piard                              |
| 1993 | Fresa y chocolate                                    | Tomás Gutiérrez Alea y Juan Carlos Tabío |
| 1994 | Dile a Laura que la quiero                           | José Miguel Juárez                       |
| 1994 | Derecho de asilo                                     | Octavio Cortázar                         |
| 1995 | Un asunto privado                                    | Imanol Arias                             |
| 1995 | Guantanamera                                         | Tomás Gutiérrez Alea y Juan Carlos Tabío |
| 1996 | Historias clandestinas en la Habana                  | Diego Musiak                             |
| 1996 | Bámbola                                              | Bigas Luna                               |
| 1996 | Amor vertical                                        | Arturo Sotto                             |
| 1996 | Edipo alcalde                                        | Jorge Alí Triana                         |
| 1996 | Cachito                                              | Enrique Urbizu                           |
| 1997 | Navhaja en la carne                                  | Neville de Almeida                       |
| 1997 | La vida según Muriel                                 | Eduardo Milewicz                         |
| 1998 | Estorvo                                              | Ruy Guerra                               |
| 1998 | Doña Bárbra                                          | Betty Kaplan                             |
| 1998 | Cosas que dejé en La Habana                          | Manuel Gutiérrez Aragón                  |
| 1999 | Tierra del Fuego                                     | Miguel Littín                            |
| 1999 | Lista de espera                                      | Juan Carlos Tabío                        |
| 1999 | Cuando vuelvas a mi lado                             | Gracia Querejeta                         |
| 1999 | Volavérunt                                           | Bigas Luna                               |
| 2000 | Vajont - La diga del disonore                        | Renzo Martinelli                         |
| 2000 | Miel para Oshún                                      | Humberto Solás                           |
| 2001 | Gaijin, ámame como soy                               | Tizuka Yamasaki                          |
| 2001 | Roble de olor                                        | Rigoberto López                          |
| 2002 | Nowhere                                              | Luis Sepúlveda                           |
| 2002 | Caribe                                               | Esteban Ramírez                          |
| 2002 | Rencor                                               | Miguel Albaladejo                        |
| 2003 | Más vampiros en La Habana                            | Juan Padrón                              |
| 2004 | Tánger                                               | Juan Madrid                              |
| 2005 | Reinas                                               | Manuel Gómez Pereira                     |
| 2005 | Una rosa de Francia                                  | Manuel Gutiérrez Aragón                  |
| 2005 | Frutas en el café                                    | Humberto Padrón                          |
| 2005 | Barrio Cuba                                          | Humberto Solás                           |
| 2005 | Hormigas en la boca                                  | Mariano Barroso                          |
| 2006 | Óscar, una pasión surrealista                        | Lucas Fernández                          |
| 2006 | El corazón de la tierra                              | Antonio Cuadri                           |
| 2007 | Che                                                  | Steven Soderbergh                        |
| 2007 | La Mala                                              | Lilian y Pedro Rosado                    |
| 2007 | La noche de los inocentes                            | Arturo Sotto                             |
| 2008 | El cuerno de la abundancia                           | Juan Carlos Tabío                        |
| 2009 | Boleto al paraíso                                    | Gerardo Chijona                          |
| 2009 | El cazador de dragones                               | Patxi Barco                              |
| 2009 | Un amor de película                                  | Diego Musiak                             |
| 2010 | Clara no es nombre de mujer                          | Pepe Carbajo                             |
| 2010 | Afinidades                                           | Vladimir Cruz y Jorge Perugorria         |
| 2011 | 7 días en La Habana                                  | Juan Carlos Tabio                        |
| 2011 | Amor Crónico                                         | Jorge Perugorría                         |
| 2012 | Lynch                                                | Jerónimo Lynch                           |
| 2012 | Se Vende                                             | Jorge Perugorría                         |
| 2012 | Edificio Royal                                       | Iván Wild                                |
| 2013 | La pared de las palabras                             | Fernando Pérez                           |
| 2013 | Boccaccerías                                         | Arturo Sotto                             |
| 2013 | Tarde para Ramón                                     | Daniel Chile                             |
| 2014 | Vuelta a Ítaca                                       | Laurent Cantet                           |
| 2014 | Refugio                                              | Demían Bichir                            |
| 2014 | La muerte del Gato                                   | Lilo Vilaplana                           |
| 2014 | Fátima o el parque de la Fraternidad                 | Jorge Perugorría                         |
| 2014 | Vestido de novia                                     | Marilyn Solaya                           |
| 2015 | Viva                                                 | Paddy Breathnach                         |
| 2015 | Kimura                                               | Aldo Rey Valderrama                      |
| 2016 | Cuatro Estaciones en la Habana (Máscaras)            | Félix Viscarret                          |
| 2016 | Cuatro Estaciones en la Habana (Paisaje de otoño)    | Félix Viscarret                          |
| 2016 | Cuatro Estaciones en la Habana (Pasado perfecto)     | Félix Viscarret                          |
| 2016 | Cuatro Estaciones en la Habana (Vientos de Cuaresma) | Félix Viscarret                          |